# 한 솔로: 스타워즈 스토리
한 솔로: 스타워즈 스토리(Solo: A Star Wars Story, 2018)는 2018년에 개봉한 영화이며 스타워즈 에피소드4 - 새로운 희망으로부터 10년 전 한 솔로의 이야기를 다루는 영화이다.

## 줄거리
돈? 복수? 뭘 원해?
목적부터 서로 다른 예측불허 문제적 '팀 솔로' 결성!
최고의 파일럿을 꿈꾸던 '한 솔로'는 문제적 멘토 '베킷'의 유혹에 빠져
든든한 파트너 '츄바카', 한때 연인이었던 '키라'와 함께 팀을 꾸려
수수께끼의 임무에 도전한다.
소문난 밀수꾼 '랜도'까지 합류,
미션을 수행하는 도중 상상도 못했던 위험과 마주하게 되는데···

## 출연진
- 올든 에런라이크 - 한 솔로
- 요나스 수오타모 - 츄바카
- 도널드 글러버 - 랜도 캘리시언
- 우디 해럴슨 - 토비아스 베킷 역
- 에밀리아 클라크 - 키라
- 폴 베타니 - 드라이덴 보스 역
- 탠디 뉴튼 - 발 역
- 피버 월러-브리지 - L3-37 역
- 워릭 데이비스 - 위즐 역
- 클린트 하워드 - 랄라칼리 역
- 존 파브로 - 리오 듀란트 역
- 린다 허트 - 레이디 프록시마 역 (목소리)
- 이안 케니 - 리볼트 역
- 앤서니 대니얼스 - 타크 역
- 리차드 딕슨
- 카밀 에쉐브스키

## 제공
- 수입/배급 : 월트디즈니컴퍼니코리아 유한책임회사
- 제작 : 루카스필름